# Rheintaler Bauernhäuser

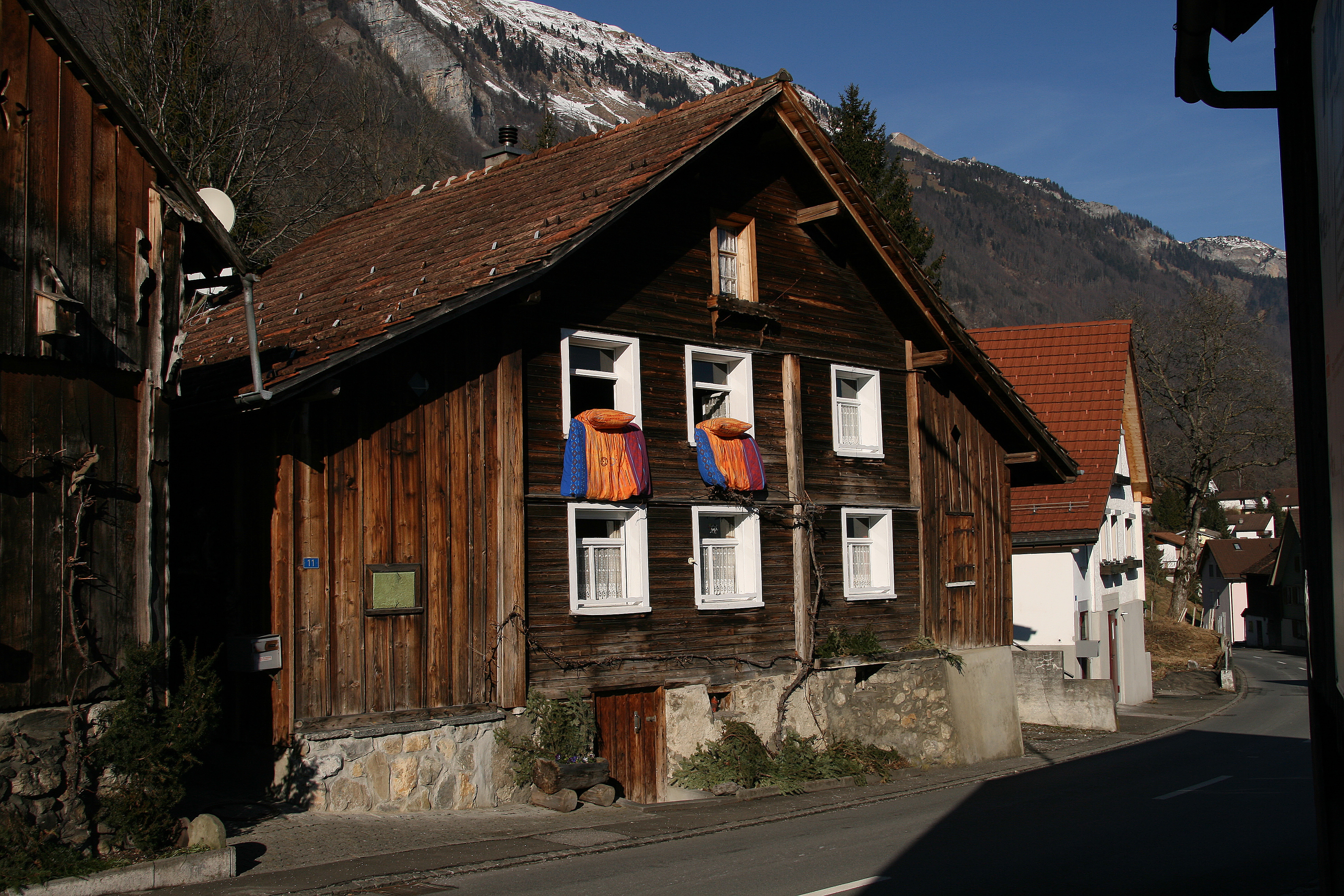
Traditionelles Haus in Sax im St. Galler Rheintal

Die Rheintaler Bauernhäuser sind die traditionellen bäuerlichen Hausformen in der historischen Kulturlandschaft Liechtensteiner und St. Galler Rheintal. Vorherrschend bei diesen Bauernhäusern sind ein annähernd quadratischer Grundriss, giebelbetonte Satteldächer und die Blockbauweise. Die Stallscheunen sind frei stehend oder an die Wohnhäuser angebaut. Diese Bauten prägten bis über die Mitte des 20. Jahrhunderts das Erscheinungsbild der Rheintaler Dörfer.
Im Vorarlberger Rheintal hat sich mit dem Rheintalhaus eine lokale typisierte Bauform entwickelt.

## Bauernhäuser mit mittleren bis steilen Dächern

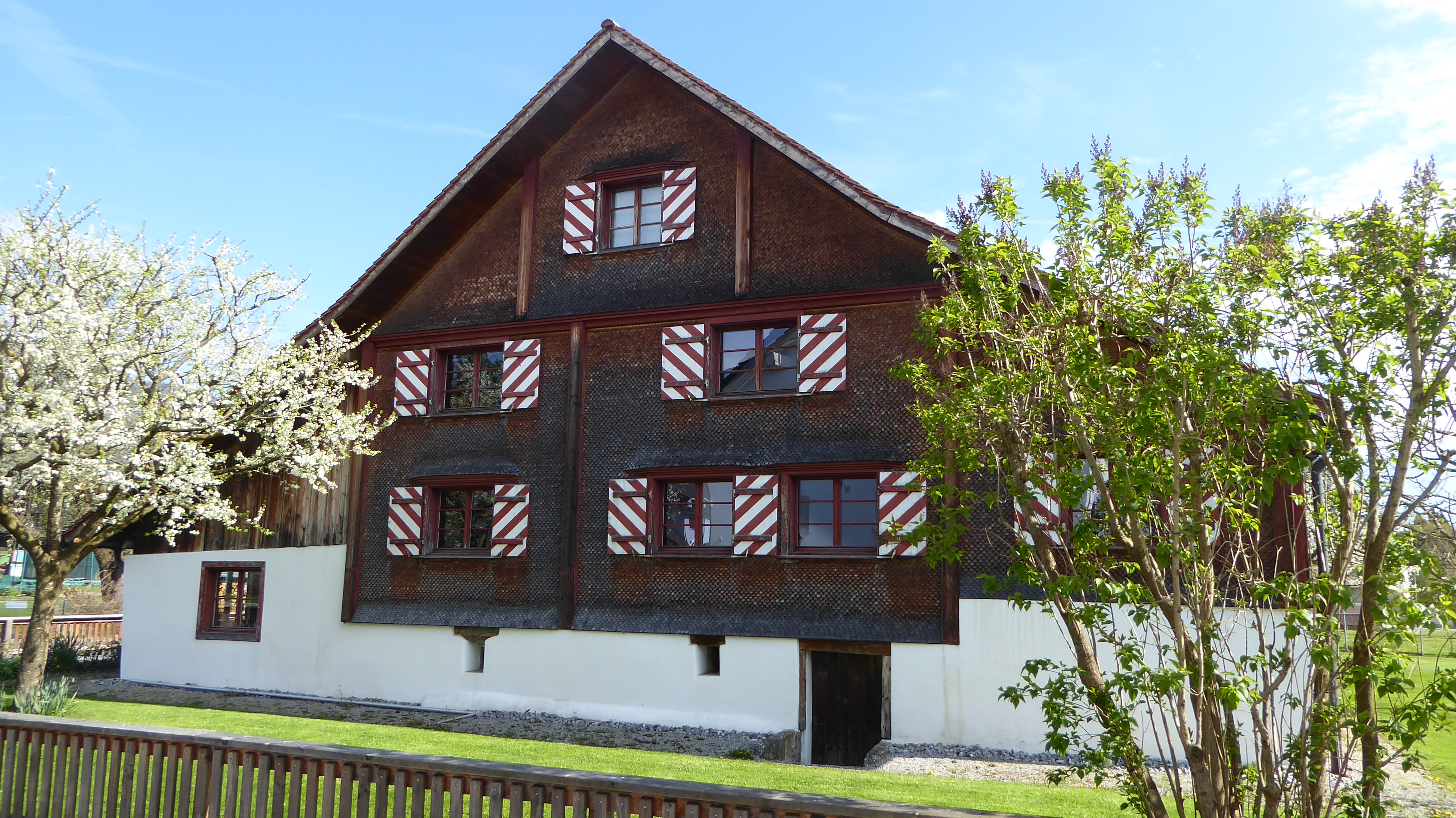
Das Küefer-Martis-Huus in Ruggell dient heute als Museum und Kulturzentrum.

Die im 18. und 19. Jahrhundert erbauten Bauernhäuser wurden mit steiler geneigten Dächern gebaut als die älteren Häuser. Die meistens zweigeschossigen Wohnhäuser weisen typischerweise dieselbe Raumordnung auf: Im Vorderhaus befindet sich die beheizte Stube und die etwas kleinere Nebenstube, im Hinterhaus die Küche und ein Gang, von dem Treppen zu die Kammern im ersten Stock und in den Keller führen. Auf den Traufseiten befinden sich oft offene Lauben.
Viele Bauernhäuser sind nicht vollständig in Blockbauweise erstellt. Typisch ist eine Mischbauweise mit Ständerwänden und Riegelfachwerk sowie mit Mauerwerk. In der Ebene schützen die steinernen Sockel vor Überschwemmungen. Beim Steinbau kam dem Einfluss aus Graubünden eine entscheidende Bedeutung zu.
Im 19. Jahrhundert wurden die bisherigen Butzenscheiben durch Sprossenfenster ersetzt. Die Stuben wurden vertäfert, die Fassaden geschindelt und mit klassizistischen Zierelementen versehen. Anstelle mit Holzschindeln wurden die Dächer mit Ziegeln bedeckt.
Aus den umgebenden Regionen zeigen sich deutliche bauliche Einflüsse; im oberen Werdenberg aus Graubünden, im mittleren Werdenberg aus dem Toggenburg, im oberen und mittleren Rheintal aus dem Appenzellerland und im unteren Rheintal aus dem Thurgau und der Stadt St. Gallen. Im Gegensatz zu anderen Alpenregionen fehlt es den Liechtensteiner Bauernhäusern an reichen Ausschmückungen.

## Bauernhäuser mit schwach geneigten Dächern und offenem Kamin

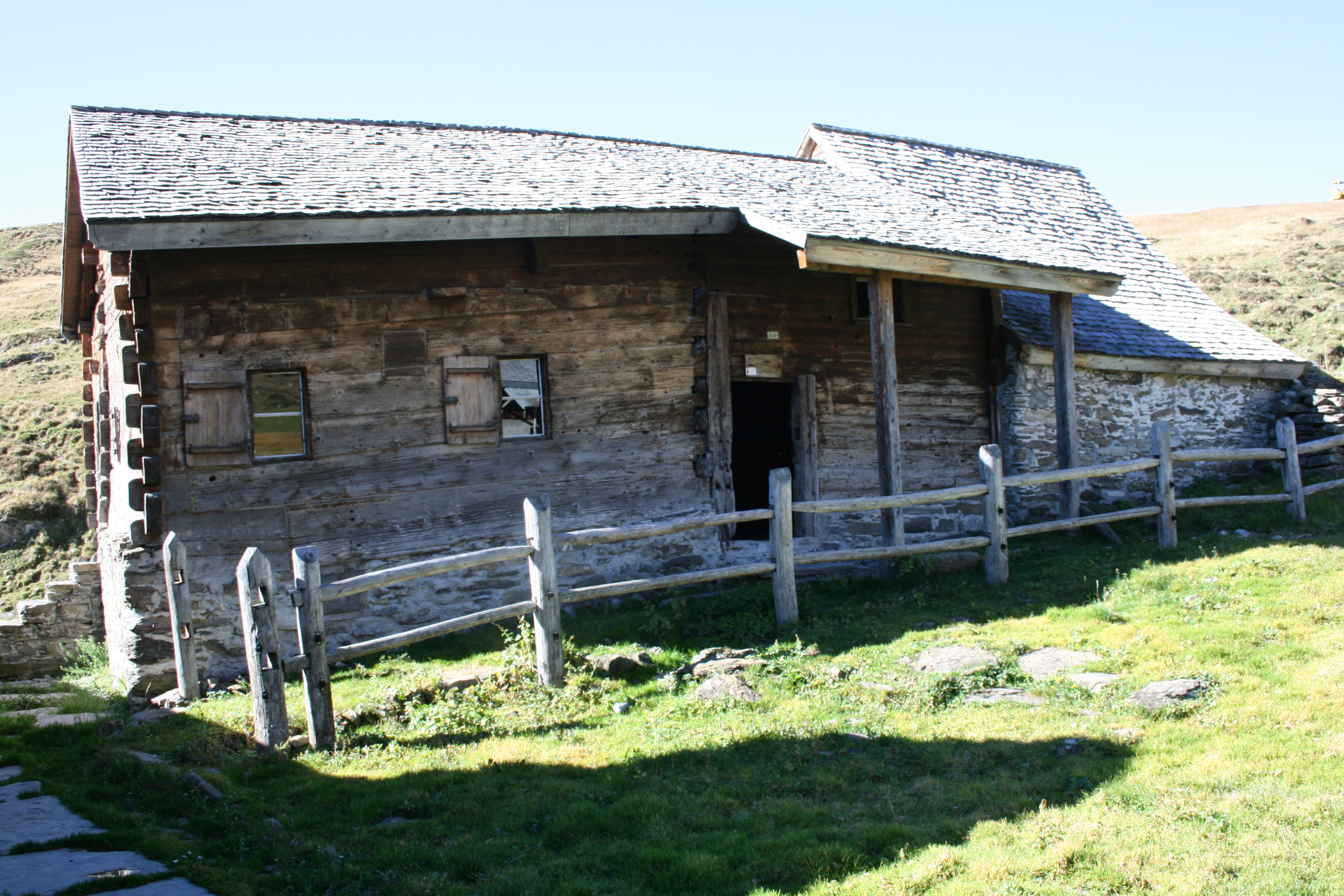
In der früheren Walsersiedlung Palfries in der Gemeinde Wartau ist das 600-jährige sogenannte Rathaus Palfries erhalten geblieben.

Bis ins 18. und 19. Jahrhundert trugen die Rheintaler Bauernhäuser ein flach geneigtes Dach, weil als Bedachungsmaterial nur einheimische Brettschindeln mit groben Steinen zur Beschwerung in Frage kamen.  Ein Preissturz der Eisennägel in der zweiten Hälfte des 17. Jahrhunderts führte dazu, dass viele Häuser mit einem Steildach ausgestattet oder durch einen Neubau mit Steildach ersetzt wurden. Die offenen Rauchküchen waren bis zum First offen und an der Stubenwand loderte das offene Herdfeuer. Die Kammern über der Stube und der Nebenstube waren mit einer Leiter erschlossen. Die These, dass im Spätmittelalter Bohlenständerbauten vorherrschten, die im 16. Jahrhundert durch die Blockbauweise verdrängt wurden, ist umstritten.

## Ökonomiegebäude
In der Anordnung und Ausgestaltung der Wirtschaftsgebäude kommen alle möglichen Varianten vor. Die Ställe sind bis ins 19. Jahrhundert als Holzbauten erstellt worden. Die Aussenwände sind in bretterverschalter Holzgerüstbauweise, die Ställe in Blockbauweise ausgeführt. Seit dem 18./19. Jahrhundert stehen die Scheunen oft auf traufhohen Mauerpfeilern. Um 1900 waren bei den Ställen Zierbacksteinfassaden üblich.
Zu den Nebengebäuden gehören Schuppen, Remisen, Kleintierställe und Sticklokale. An verschiedenen Orten können Wasch- und Brennhäuser ausfindig gemacht werden. Vom früher intensiven Reb- und Obstbau zeugen Torkel und Trotten. In den ausgedehnten Hanglagen und in der Rheinebene sind Weidestallscheunen und Streueschöpfe typisch.

## Bilder

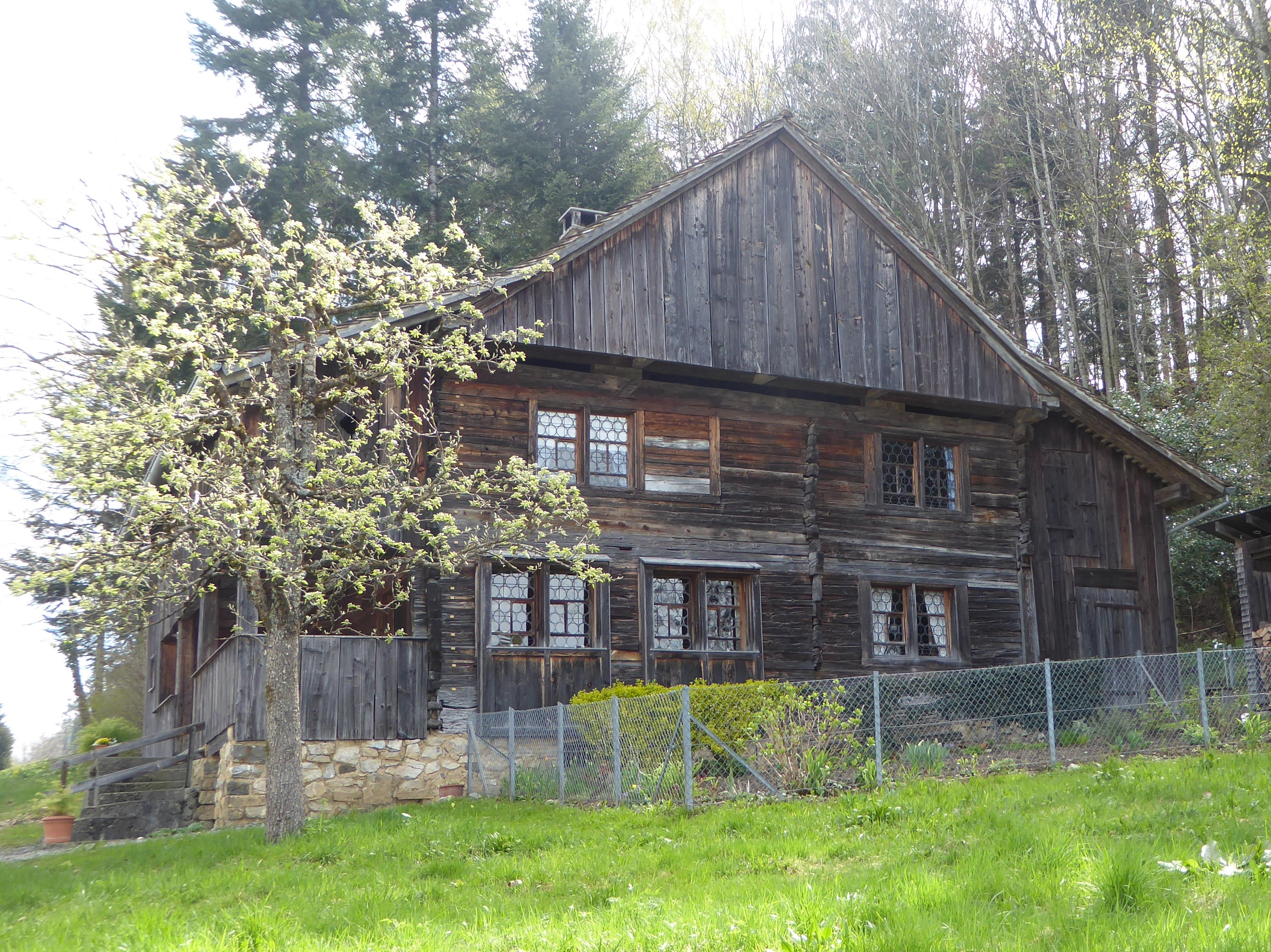
Das Biedermann-Haus ist Teil des Liechtensteinischen Landesmuseums.
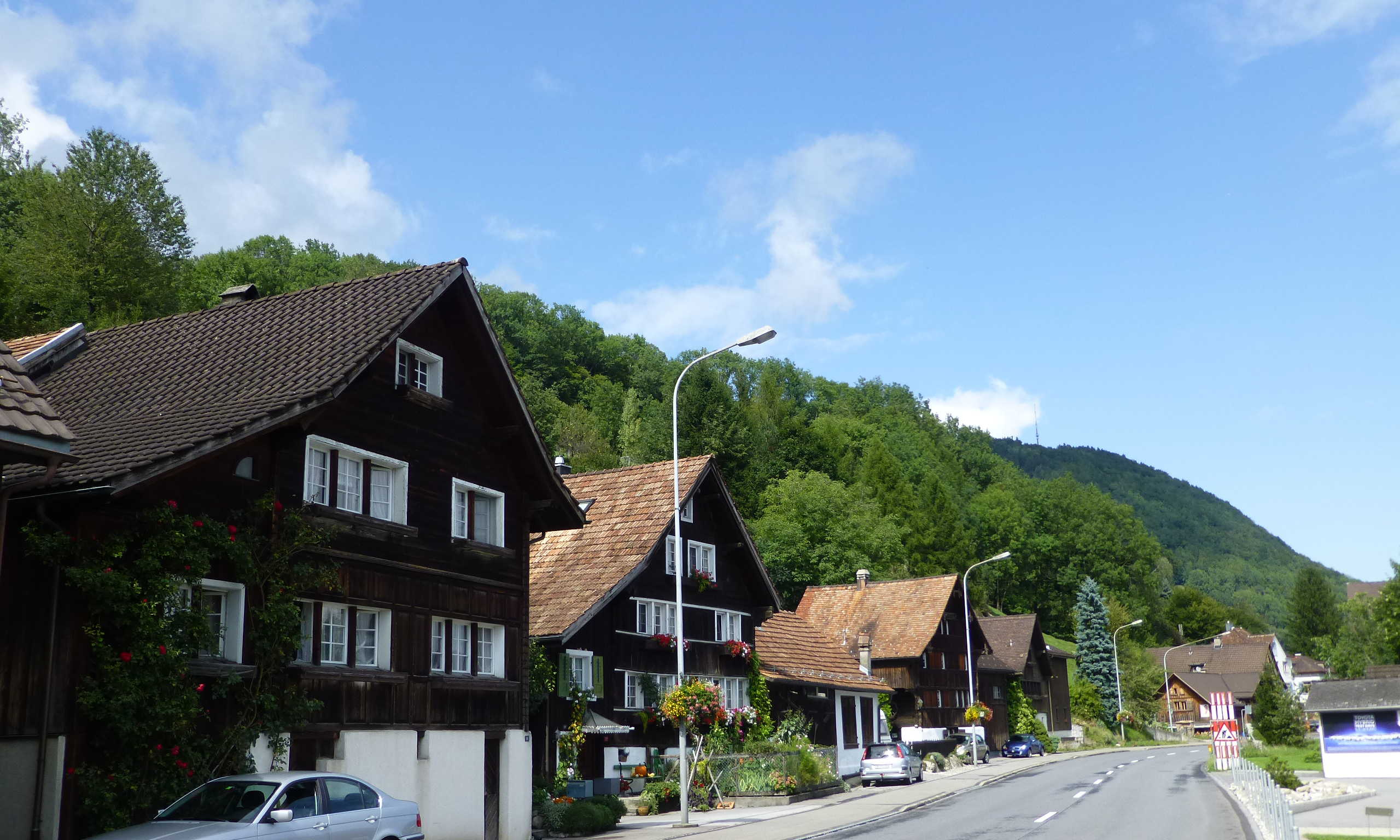
Das Haus 59 (links) in Rüthi SG stammt aus dem Jahr 1795.
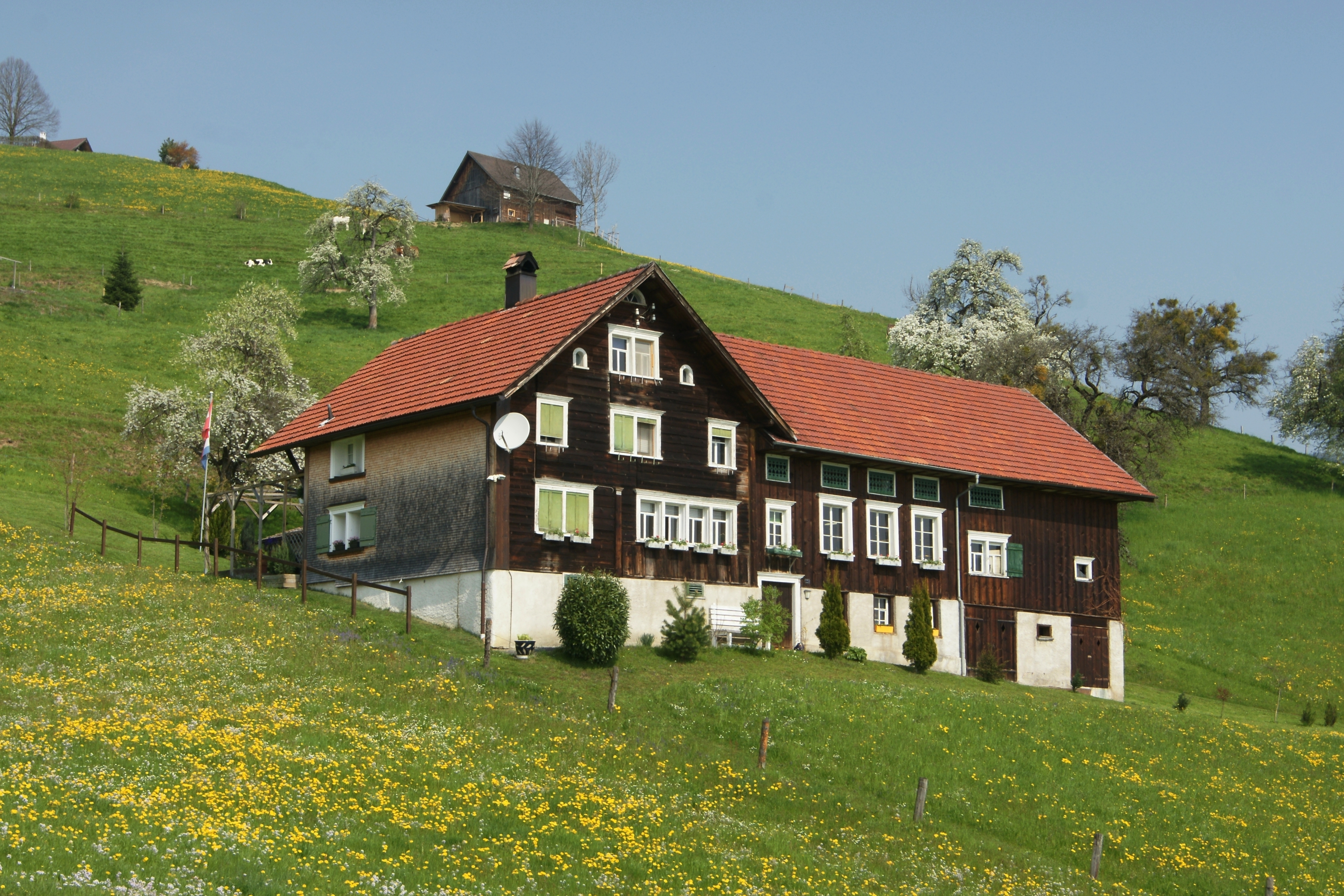
Haus auf dem Gätziberg Altstätten mit angebautem Sticklokal und Scheune
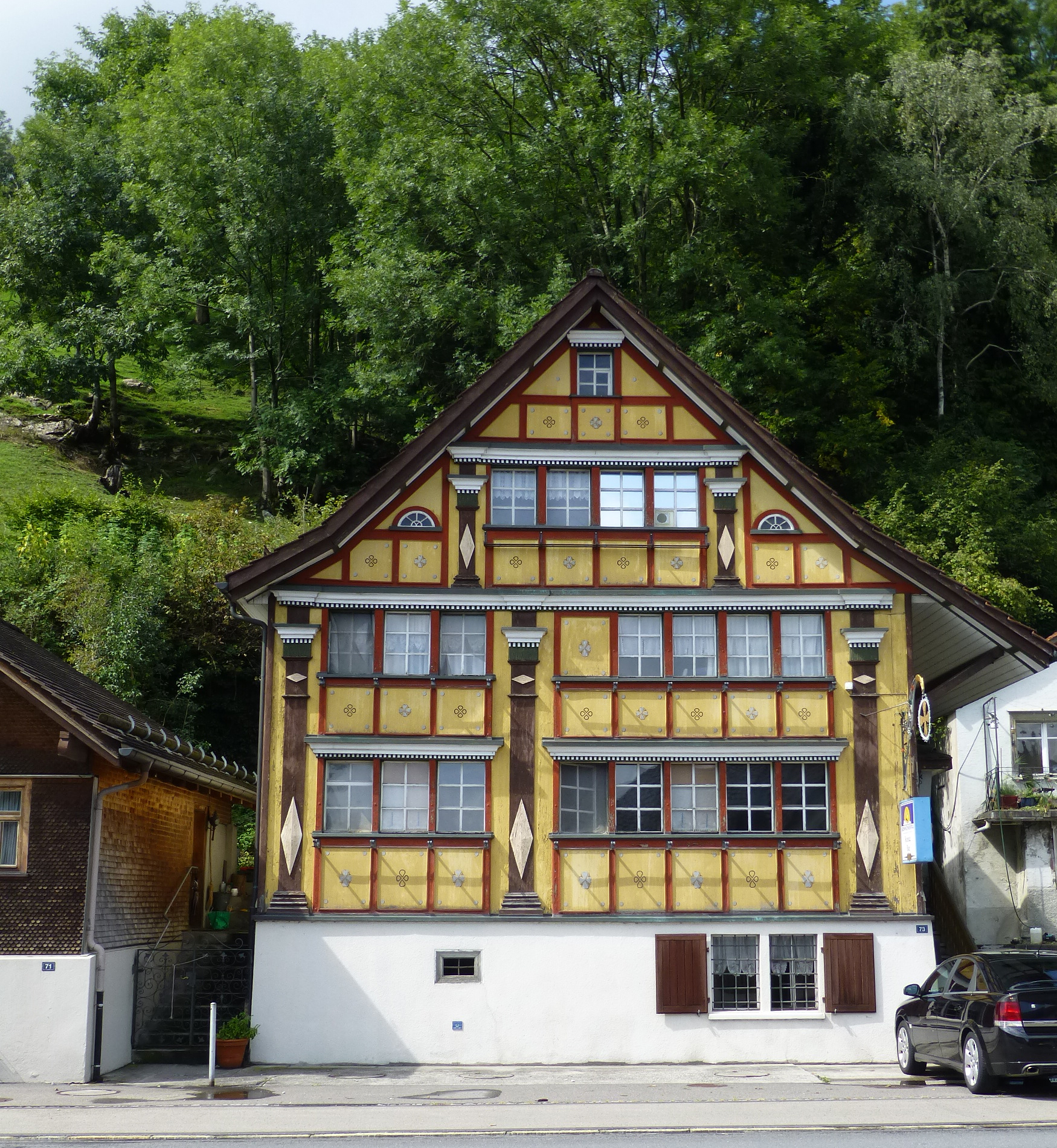
Restaurant Kreuz in Rüthi SG mit appenzellischem Einfluss
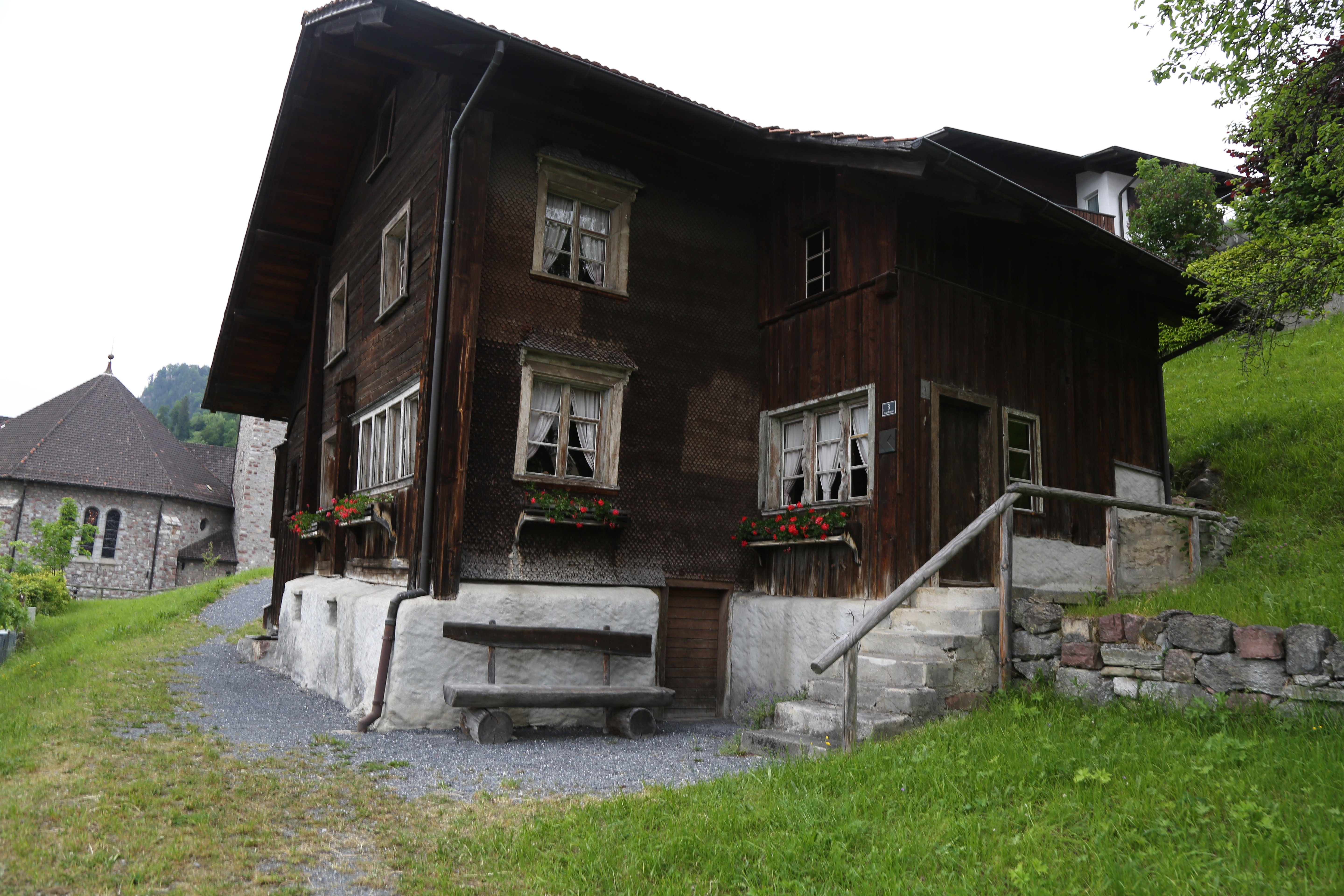
Das 424 Jahre alte «Walserhaus» in Triesenberg dient heute als Museum.
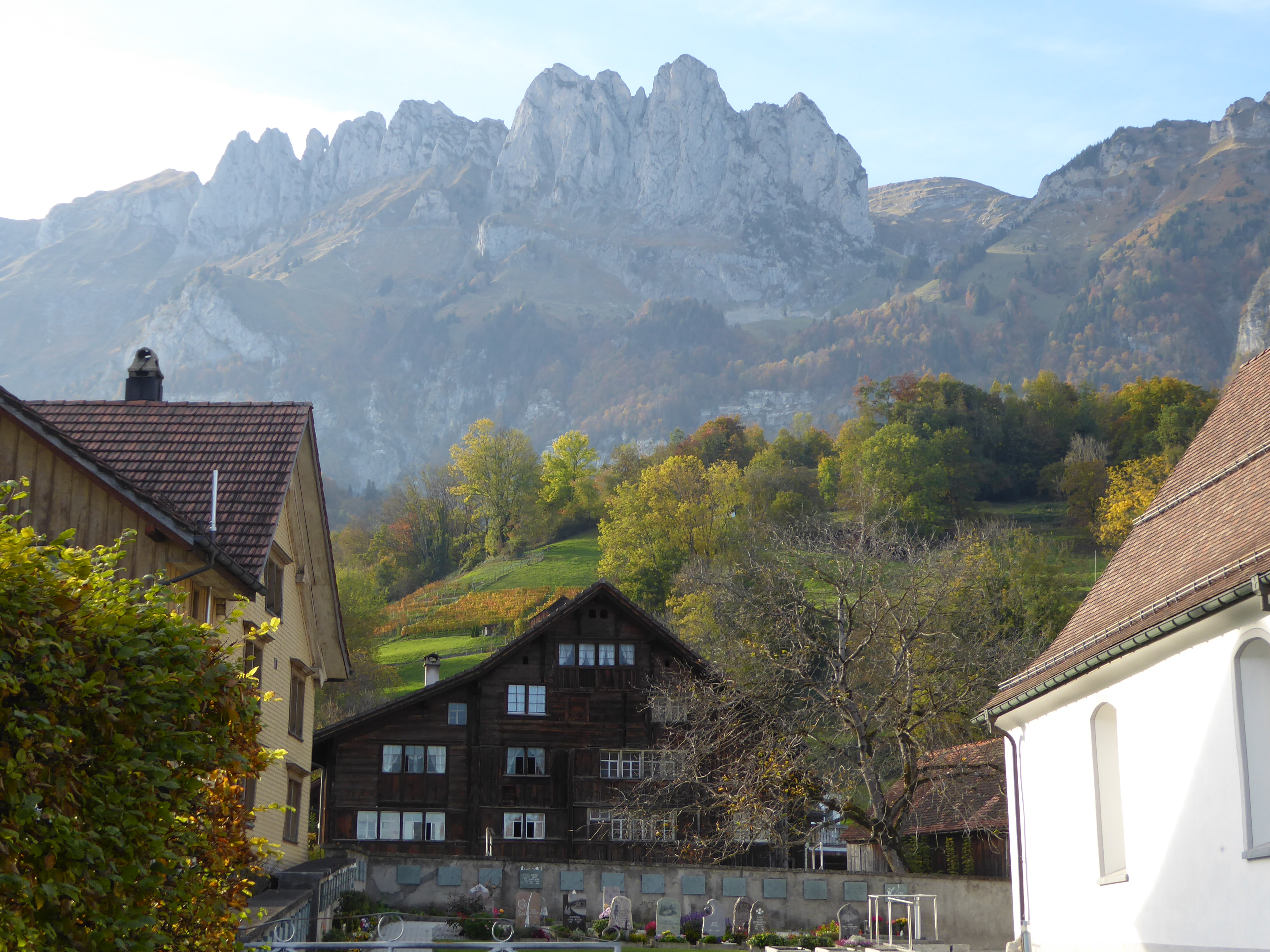
Strickbau in Frümsen, im Hintergrund Kreuzberge und Saxerlücke